# جويل سيلفرمان
جويل سيلفرمان (بالإنجليزية: Joel Silverman)‏ هو مدرب كلاب ‏ أمريكي، ولد في 21 ديسمبر 1958.

## وصلات خارجية
- جويل سيلفرمان على موقع IMDb (الإنجليزية)